# Glasfelderkopf
Le Glasfelderkopf est une montagne culminant à 2 270 ou 2 271 m d'altitude dans les Alpes d'Allgäu.

## Géographie
Le Glasfelderkopf se situe dans le chaînon du Rauhhorn, au sud-est du Kesselspitz dont il est séparé par le col du Bockkar. À l'ouest, le Glasfelderkopf forme une pente glissante et raide dans la vallée de Bärgündl.

## Ascension
Aucun sentier balisé ne mène au sommet du Glasfelderkopf. Il peut être atteint en partant du col du Bockkar (I) ou le Lärchwand (II).